# Acronyctodes
Acronyctodes là một chi bướm đêm thuộc họ Geometridae.

## Các loài
- Acronyctodes colorata (Warren, 1901)
- Acronyctodes insignita H. Edwards, 1884
- Acronyctodes leonilaria (Hoffmann, 1936)
- Acronyctodes mexicanaria (Walker, 1860)
- Acronyctodes thinballa (Dyar, 1916)